# 岡山仏教アワー
岡山仏教アワー（おかやまぶっきょうアワー）は、山陽放送ラジオで放送されていた宗教番組である。岡山県下の寺院の住職が法話をする番組。

## 概要
岡山県内の住職が月替わりにパーソナリティを務める。内容は寺院の案内や住職の近況など。
日蓮宗系のほか、天台宗系、真言宗系、浄土宗系など他宗派の関係者も出演している。
以前は月 - 土曜の5:00 - 5:15に放送されていた。